# Олин, Карин
Карин Доротея Вильгельмина Олин (швед. Karin Dorothea Wilhelmina Åhlin, 25 ноября 1830 — 30 сентября 1899) — шведская преподавательница, основательница школы для девочек (Åhlinska skolan) в Стокгольме.

## Биография
Карин Олин родилась в Стокгольме в 1830 г. Она была второй дочерью из тринадцати детей майора П. П. Олина и Густавы Вильгельмины Норберг. В возрасте 17 лет она начинает учить детей в школе в Кунгсхолмене (Стокгольм) — это была небольшая домашняя школа, в которой учились и её собственные младшие братья и сёстры — для того времени было нормальным явлением учить детей в небольших частных домашних школах, но по мере увеличения числа учеников возникла необходимость в большом помещении. В 1867 г. школа переехала в помещение по адресу Фредсгатан, 19. Карин Олин вначале преподавала географию и иностранные языки, но затем оставила преподавательскую деятельность и сконцентрировалась на административной работе по управлению школой.
В 1877 г. школа включала в себя начальные классы для мальчиков и девочек. Спустя десятилетие в школе училось уже 400 детей, и она переехала на новый адрес Мальмскиллнадсгатан, 52. В 1894 г. школа получила разрешение присваивать своим выпускникам квалификацию после экзаменов. В 1890-х гг. в школе открылись курсы по подготовке учителей. Карин Олин придерживалась традиционной системы преподавания, а потому одна из учительниц, Анна Сандстрём, покинула учебное заведение, чтобы основать собственную, более современную школу. В школе Карин Олин работала Эллен Фрис — первая шведка, получившая степень доктора философии.
В 1890 г. Карин Олин была награждена золотой медалью Иллис кворум 5-го размера в знак признания её заслуг. Она оставалась руководительницей школы до самой своей смерти в 1899 г. Похоронена на Северном кладбище в Сольне.